# Plattsmouth

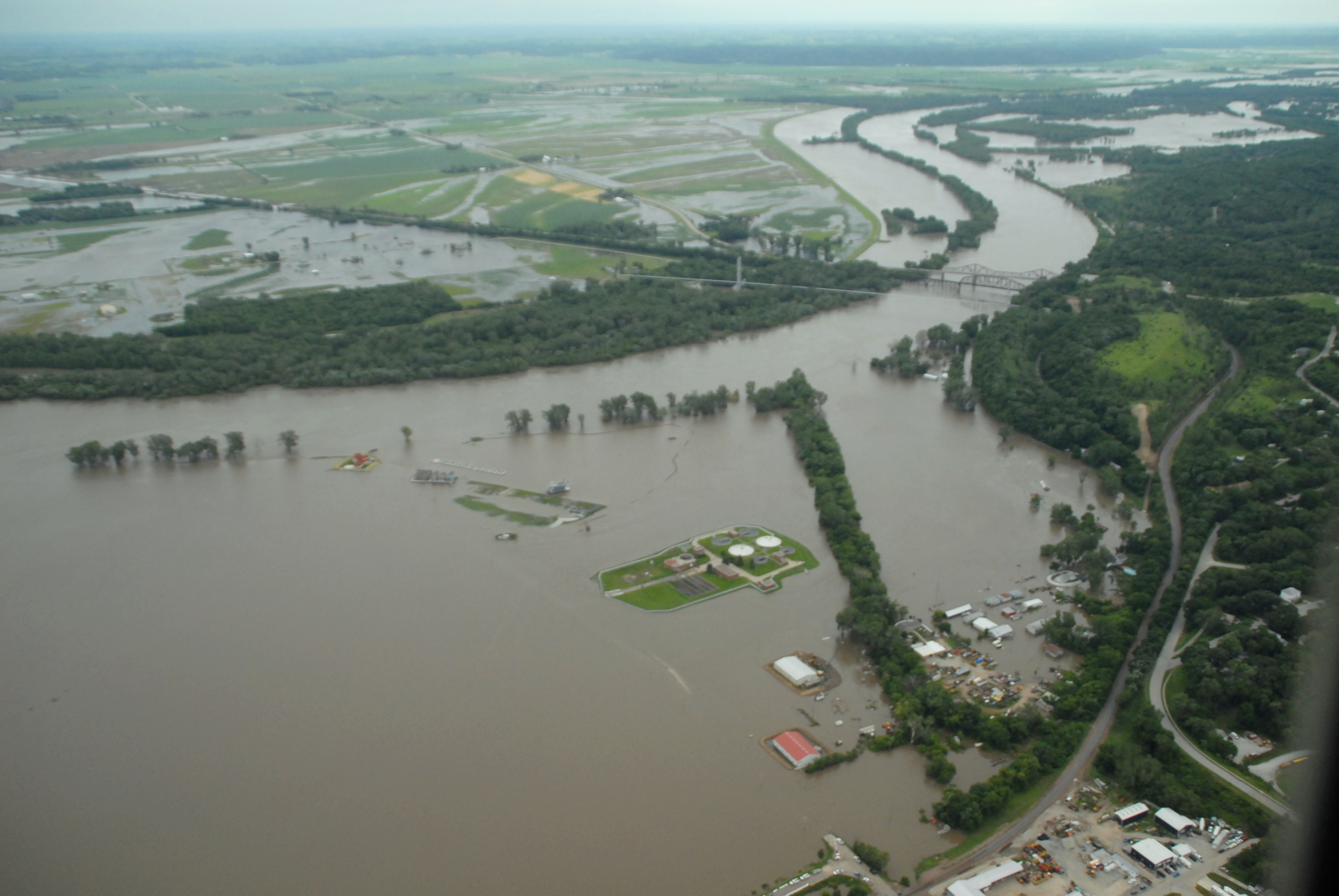
Okolice Plattsmouth w czasie powodzi Missouri w 2011 roku

Plattsmouth – miasto w Stanach Zjednoczonych, we wschodniej części stanu Nebraska, w hrabstwie Cass, którego jest siedzibą administracyjną.
Miasto leży nad rzeką Missouri, która w tym miejscu jest rzeką graniczną pomiędzy Nebraską a Iowa. Powyżej miast znajduje się ujście rzeki Platte do Missouri. Nazwa miasta jest z tym związana (ang. Mouth = ujście).
Klimat Plattsmouth w klasyfikacji klimatów Köppena należy do klimatów kontynentalnych z gorącym latem (Dfa). Średnia temperatura roczna wynosi 9,4 °C, natomiast opady 762 mm (w tym do 62,7 cm śniegu).